# 月山 (刀工)
月山（がっさん）は日本刀の刀工の一派。
鎌倉期から室町にかけて活躍した刀工とその一派。出羽国月山を拠点とした。その中で幕末に大坂に移住した系統が、現代まで残っており奈良県を拠点として活動している。

## 概要
伝承によれば、出羽国月山の霊場に住んだ鬼王丸（鬼神太夫とも呼ばれる）を元祖とする。以来月山のふもとでは刀鍛冶が栄え、軍勝、寛安、近則、久利などの名人を輩出した。鎌倉期から室町期にかけて、月山の銘を刻んだ刀剣は実用性の高さと綾杉肌の美しさの両面から全国に広まり、この刀工集団を「月山鍛冶」、その作品を「月山物」と呼んだ。
室町期には相州伝との技術的な交流があり、双方合作の太刀が伝わる。
出羽国山形の領主最上義光は織田信長への献上品として白鷹、馬などとともに刀工月山が打った槍10本を送ったという。また、月山の麓の慈恩寺には1555年に刀工月山俊吉により鍛造された鋳鉄草木文透彫釣燈籠が現存する。また、慈恩寺の南の結界に当たる八鍬鹿嶋神社及び、寒河江氏譜代の長崎中山氏が庇護した平塩熊野神社にも月山鍛冶作成の燭台が残る。
しかし戦国時代が終わり、江戸期に入るとそれはいったん途絶えた。そのため江戸初期以前の作品を便宜上「古月山」と呼ぶことがある。幕末、一門の弥八郎貞吉は大坂に移住。以来、月山家は、関西を拠点として作刀活動を行う。

### 明治以降
弥八郎貞吉の養子の弥五郎貞一（初代貞一）（1836年-1918年）は鍛刀及び刀身彫刻に才能を発揮、特に月山伝として有名な「綾杉肌」の復元に努める。宮本包則と並んで、帝室技芸員に選ばれ、宮内省御用刀匠となる。愛刀家であった明治天皇の軍刀をはじめ、皇族・著名人の作刀を数多く行い、第一人者の地位を確立する。平家重代の小烏丸を模した元帥刀を考案したのも貞一であり、陸軍大学校の成績優等者に卒業時下賜される恩賜の軍刀も作刀した。初代貞一以降も、月山家は、大正天皇即位礼の佩用太刀や昭和天皇の立太子礼佩用太刀等、天皇家や皇族の守り刀などにも携わった。
長男月山貞勝（1869年-1943年）や孫の月山貞一（二代貞一、1907年-1995年、昭和46年 重要無形文化財保持者（人間国宝）に認定）と、初代貞一の後も名人を輩出する。当代は、二代貞一の三男月山貞利（1946年生、奈良県無形文化財、前全日本刀匠会会長）。その長男貞伸（1979年生）も2006年より本格的な作刀活動に入る。

## エピソード
- 松尾芭蕉の『奥の細道』の中で「日出て雲消えれば湯殿に下る　谷の傍に鍛冶小屋と云有　此国の鍛冶霊水を撰て爰に潔斎して剣を打　終に月山と銘を切て世に賞せらる」とあり、羽黒から月山をめぐって鍛冶小屋を見学したことが記されている。
- 大相撲の若乃花、貴乃花が横綱に昇進したとき、土俵入りに用いる太刀をそれぞれ寄贈している。若乃花の太刀は二尺二寸八分（69.1cm）。銘には「堅忍不抜　為横綱若乃花勝」と若乃花関が横綱昇進披露の際の言葉を刻んでいる。（奈良新聞1998年8月29日付）
- 1944年（昭和19年）、昭和天皇は旅順市に造営された関東神宮に対し、月山作の刀を御神宝として寄進した[5]。

## その他
- 『今昔物語集』（12世紀前半・平安末期成立）には、鬼王丸の太刀を手にした山賊の話が記述されており、当時から名の知れた刀であることが分かる。
- 『遠野物語』に、金沢村の佐々木松右衛という家に代々伝わる月山の名剣（俗に「つきやま月山」という名称の刀）があり、宿銭不足ゆえに、この刀を代わりに置いて戻ったところ、赤色の蛇となって戻って来たという伝承が語られている（月山のような名刀は蛇となり、主を守るという信仰の一つ）。